# سلیمان‌آباد (زرند)
سلیمان‌آباد (زرند)، روستایی از توابع بخش مرکزی شهرستان زرند در استان کرمان ایران است.

## جمعیت
این روستا در دهستان محمدآباد قرار دارد و براساس سرشماری مرکز آمار ایران در سال[۱۴۰۰، جمعیت آن ۱۹۵۰نفر (۴۲۳خانوار) بوده‌است.